# Ngôi sao ca nhạc
 Ngôi sao ca nhạc （tiếng Hàn Quốc: K-POP 최강 서바이벌）là một bộ phim truyền hình Hàn Quốc 2012, phim được phát sóng trên kênh Channel A từ ngày 19 tháng 3 đến 1 tháng 5 năm 2012 thứ hai & thứ ba hàng tuần lúc 20 giờ 50 phút . Ban đầu phim 16 tập nhưng sau đó được cắt giảm xuống còn 14 tập.

## Phân vai
- Go Eun-ah vai Ji Seung Yeon
- Park Yoo-hwan vai Kang Woo Hyun
- Kwak Yong-hwan vai Kwon Ji Woo

Thành viên của M2 Junior
- Song Se-hyun vai Kim Hyun Seung
- Tagoon vai Park Ki Bum
- Maeng Se Chang vai Jang Tae Kwon
- Jo Yoon-woo vai Han Dong Woo
- Jin Hyuk vai Yoon Jae Ah
- Kevin vai Kang Chang Min

Sunny Entertainment
- Hong Kyung Min vai CEO Jang Hyun Suk
- Park Hyo Joo vai nhóm trưởng Han Jung Eun
- Lee Sang Joon vai Jang Suk
- ALi vai thầy Park
- Shin Seo Kyung vai Lee Soon Yeon

Nhân vật khác
- Kim Eun-jung vai Ri Ah / Oh In Young
- Kim Young-ok bà của Ji Woo
- Han Yeo-wool vai y tá Kan Mi Yun (khách mời)